# Нейромеланин
Нейромеланин (НМ, NM) (от др.-греч. νεῦρον — волокно, нерв и греч. μελαν, родительный падеж μελανος — чёрный) — органическое высокомолекулярное соединение, одна из форм меланина, тёмный пигмент, который синтезируется путём полимеризации катехоламинов, в частности 5,6-дигидроксииндола. Нейромеланин продуцируется в больших количествах в катехоламинергических клетках чёрной субстанции (точнее в отделе pars compacta) и голубого пятна, придавая этим структурам характерный цвет.

## История открытия
Тёмные пигменты, входящие в состав чёрной субстанции, были впервые описаны в 1838 году чешским учёным Яном Пуркине, название пигмента нейромеланин предложен Лиллем в 1957 году.

## Пути синтеза
Синтез нейромеланина осуществляется непосредственно из катехоламинов — L-ДОФА, предшественника дофамина, с помощью тирозингидроксилазы  и декарбоксилазы ароматической аминокислоты (триптофандекарбоксилазы).
Существует также альтернативный путь. Синаптические пузырьки и эндосомы накапливают цитозольный дофамин, который посредством везикулярного моноаминного транспортёра 2 (VMAT2) транспортируется в митохондрии, где он метаболизируется моноаминоксидазой. Излишки дофамина и ДОФА окисляются железосодержащими ферментами до хинонов и семихинонов, а затем фагоцитируются и запасаются в форме нейромеланина.

## Физические свойства, структура и роль
Точная структура и функции нейромеланина до сих пор неясны. По современным представлениям этот тип меланина в головном мозге, по-видимому выполняет роль антиоксидантной защиты. Известно что нейромеланин способен связываться с селективными по отношению к дофаминергическим нейронам нейротоксинами и реагировать с железом, способствуя его накоплению в нейронах и превращая ионы Fe3+ в высокореактивную форму Fe2+, что обеспечивает склонность к окислительному стрессу и способствует нейрональной смерти.

### Нейромеланин и болезнь Паркинсона
Двигательные симптомы болезни Паркинсона вызвана гибелью нервных клеток чёрной субстанции, которая может происходит отчасти из-за окислительного стресса. Пациенты с болезнью Паркинсона имели 50%-ое количество нейромеланина в чёрной субстанции по сравнению с аналогичными пациентами того же возраста, но без Паркинсона. Это свидетельствует о том что, у пациентов страдающих от Паркинсона происходит нейродегенерация клеток в pars compacta.